# Giove in doppiopetto
Giove in doppiopetto è una commedia musicale di Garinei e Giovannini andata in scena per prima volta a Milano, al Teatro Lirico il 27 settembre 1954.

## Produzione
Dopo la trilogia composta da Attanasio cavallo vanesio, Alvaro piuttosto corsaro, Tobia la candida spia (1952-54), rappresentazioni ritenute successivamente le prime commedie musicali italiane in assoluto (anche se gli autori vollero definirle favole musicali, riservando la denominazione di commedia musicale solo a quelle che seguirono), unicamente per Giove in doppiopetto Garinei e Giovannini crearono e vollero in cartellone la definizione di avventura musicale per evidenziarne la particolarità. L'opera segnò infatti il completamento della trasformazione del teatro musicale leggero avviata due anni primai. La rivista era definitivamente superata: non più episodi singoli, ma tutti assieme sul palcoscenico si dialogava, si cantava e si ballava in un'unica trama.
Essendo la prima rappresentazione di teatro musicale leggero del tutto emancipata dagli schemi della rivista, Giove in doppiopetto viene da molti considerata la prima vera commedia musicale. Di questo salto definitivo erano convinti innanzitutto gli autori, ancor più dopo il loro viaggio a New York per studiare dal vivo i musical del momento a Broadway. Garinei e Giovannini avevano solo una certa esitazione a utilizzare l'espressione "commedia musicale" perché poteva un po' sconvolgere un pubblico ancora diviso fra cercatori del nuovo e conservatori attaccati alla tradizionale rivista, genere che rimaneva ancora ben vivo e riempiva le sale.
Carlo Dapporto fu protagonista assieme a un personaggio femminile di tipo nuovo, non più la soubrette tradizionale ma un'anti-soubrette, che colpisse il pubblico con il carattere, la vivacità e il dinamismo in scena. Per quel ruolo fu scelta un'attrice-ballerina-cantante quasi priva di esperienze teatrali precedenti ma che inventò sé stessa sul momento e decretò il successo dello spettacolo: Delia Scala. Particolarmente entusiasmante per il pubblico fu la scena del "mambo dei grappoli" in cui la Scala, in un numero di danza acrobatica, saltava su un tamburo-tinozza elastico compiendo 24 volte una spaccata in aria. Giove in doppiopetto fu la prima commedia musicale italiana a rimanere in cartellone per più di due stagioni.
Nello stesso anno in cui la commedia uscì venne trasposta in un film avente lo stesso titolo e gli stessi interpreti, diretto da Daniele D'Anza. Per diversi mesi, e con pari successo, commedia e pellicola vennero programmate parallelamente nelle città italiane. Si trattava del primo film italiano realizzato con la tecnica CinemaScope; presentò tuttavia il limite tecnico di una messa a fuoco non sempre precisa.

## Trama
Giove per il suo tremillesimo compleanno decide di festeggiare ritornando sulla terra sotto sembianze umane, a caccia di un'avventura piccante all'insaputa della moglie Giunone. Vi manda quindi in avanscoperta il fido Mercurio, perché gli cerchi una ghiotta occasione. In base alle notizie fornitegli dal suo messaggero, Giove decide di assumere le sembianze dell'on. Sartori, uomo politico sposatosi quello stesso giorno, prendendone così il posto per trascorrere alcune ore di piacere con la sua giovane moglie, Lia. Una volta sulla terra, Giove si scopre attratto dalle bellezze delle tante giovani mortali e la sua eccitazione è alle stelle. Non manca perciò di insidiare anche la giovane formosa contadinella Marianna.
Intanto però Giunone, avvertita dalla fedele Ebe (moglie di Mercurio), prepara la sua controffensiva: anche lei, all'insaputa del marito fedifrago, scenderà sulla terra per cercare di scombinarne i piani. Giove, attraverso furbizie e continue trasformazioni, mette in atto gran parte del proprio studiato disegno ma Giunone non è meno astuta ed è lei a determinare il finale a proprio favore. Quando Giove crede finalmente di essere rimasto solo con la bella Lia per goderne i favori, si accorge di trovarsi di fronte a Giunone e, sfumata l'avventura, non gli resta che tributare rassegnate lodi alla bellezza immortale della dea.